# Braga Warriors 2019
Questa voce raccoglie le informazioni riguardanti i Braga Warriors nelle competizioni ufficiali della stagione 2020.

## X Liga Portuguesa de Futebol Americano

### Stagione regolare
| 5 gennaio 2019 | Braga Warriors | 12 – 42 | Lisboa Navigators |  |

| 2 febbraio 2019 | Algarve Sharks | 0 – 33 | Braga Warriors |  |

| Paredes 3 marzo 2019 | Paredes Lumberjacks | 16 – 6 | Braga Warriors |  |

| 30 marzo 2019 | Braga Warriors | 7 – 40 | Cascais Crusaders |  |

| 13 aprile 2019 | Braga Warriors | 3 – 46 | Lisboa Devils |  |

| 5 maggio 2019 | Porto Mutts | 22 – 11 | Braga Warriors |  |

## II Torneio Fundadores
| 17 novembre 2019, ore 15:00 | Cascais Crusaders | 15 – 10 | Braga Warriors |  |

| 1º dicembre 2019, ore 15:00 | Braga Warriors | 20 – 42 | Cascais Crusaders |  |

## Statistiche di squadra
| Competizione | %Vittorie | In casa | In casa | In casa | In casa | In casa | In casa | In trasferta | In trasferta | In trasferta | In trasferta | In trasferta | In trasferta | Totale | Totale | Totale | Totale | Totale | Totale |
| Competizione | %Vittorie | G       | V       | N       | P       | Pf      | Ps      | G            | V            | N            | P            | Pf           | Ps           | G      | V      | N      | P      | Pf     | Ps     |
| ------------ | --------- | ------- | ------- | ------- | ------- | ------- | ------- | ------------ | ------------ | ------------ | ------------ | ------------ | ------------ | ------ | ------ | ------ | ------ | ------ | ------ |
| Campionato   | .167      | 3       | 0       | 0       | 3       | 22      | 128     | 3            | 1            | 0            | 2            | 50           | 38           | 6      | 1      | 0      | 5      | 72     | 166    |
| Coppa        | .000      | 1       | 0       | 0       | 1       | 20      | 42      | 1            | 0            | 0            | 1            | 10           | 15           | 2      | 0      | 0      | 2      | 30     | 57     |
| Totale       | .125      | 4       | 0       | 0       | 4       | 42      | 170     | 4            | 1            | 0            | 3            | 60           | 53           | 8      | 1      | 0      | 7      | 102    | 223    |